# Lagen om särskild utlänningskontroll
Lag om särskild utlänningskontroll (1991:572) (LSU) är en svensk lag med vilken en utlänning kan utvisas med hänvisning till rikets säkerhet eller om det kan befaras att denne kommer att begå eller medverka till terroristbrott. Den är endast tillämplig på personer som befinner sig i Sverige och om inte avvisning eller utvisning sker enligt utlänningslagens regler.
| ”                    | 1 § En utlänning får utvisas ur landet enligt denna lag, om det 1. är särskilt påkallat av hänsyn till rikets säkerhet, eller 2. med hänsyn till vad som är känt om utlänningens tidigare verksamhet och övriga omständigheter kan befaras att han eller hon kommer att begå eller medverka till terroristbrott enligt 2 § lagen (2003:148) om straff för terroristbrott eller försök, förberedelse eller stämpling till sådant brott. Lag (2009:1545). | „ |
| – LSU 1 § (1991:572) | |   |

## Instanser
Frågan om utvisning enligt LSU tas endast upp på ansökan av Säkerhetspolisen. I första instans är det Migrationsverket som prövar ärendet. Beslutet kan överklagas till regeringen, både av den enskilde och av Säkerhetspolisen. Vid överklagan lämnar Migrationsverket över handlingar till Migrationsöverdomstolen som håller muntlig förhandling och därefter överlämnar ärendet, tillsammans med eget yttrande, till regeringen.